# Crónicas navarras
Las Crónicas navarras, o Corónicas navarras, es la obra en prosa romance más antigua conservada en España. Son un conjunto de narraciones históricas escritas en parte en latín y otra en romance navarro hacia el año 1186 (en su versión más antigua). Nos han llegado gracias a que están integradas en la redacción del Fuero General de Navarra, un código legal que tuvo varias refundiciones.

## Historia
Entre 1196 y 1213 se compone una versión ampliada que incluía un Linaje de los Reyes de España hasta Alfonso II de Aragón —escrito entre 1205 y 1209 según Antonio Ubieto, su editor moderno (Valencia, Milagro, 1964)— y un valioso Linaje de Rodrigo Díaz, que Ubieto creyó escrito en vida del Cid con las palabras «el más antiguo de los textos históricos redactados en romance hoy conocidos». Sin embargo, tras los estudios sobre la materia cidiana de Alberto Montaner Frutos, el Linaje se considera compuesto hacia 1195 tras la muerte de Sancho VI de Navarra, y usa como fuentes la Historia Roderici (compuesta entre 1188 y 1190) y la Crónica najerense (c. 1190).

## Manuscritos
Los manuscritos más antiguos que contienen estas Corónicas se relacionan a continuación teniendo presente que sólo se recogen los datados en el siglo XIV, salvo uno de principios del XV. En los siglos posteriores abundan las copias que parten de los relacionados.
- (A) Pamplona, Archivo General de Navarra, Comptos, ms. n.º 1. folios 90-101, copia del siglo XIV.
- (B) Pamplona. Archivo de la Catedral, copia del siglo XIV.
- (D) Madrid, Biblioteca Nacional, ms. 248, folios con numeración antigua 106 vuelto-111; folios con numeración moderna 109 vuelto-113. Copia del siglo XIV.
- (E) Estocolmo. Biblioteca Real, "Fueros de Navarra y Sobrarbe", folios 110 vuelto-114, copia del siglo XIV.
- (M) Madrid. Biblioteca Nacional, ms. 17.653, folios 102 vuelto-106. Copia del comienzos del siglo XIV.
- (O) Madrid, Biblioteca Nacional, ms. 707, folios 103 vuelto-106 vuelto. Copia del siglo XV.
- (P) París, Bibliotheque Nationale, ms. 260, folios 112 vuelto 116 vuelto, copia del siglo XIV.
- (S) Salamanca, Biblioteca Universitaria, antes en Madrid, Biblioteca de Palacio, manuscrito n.º 1872, folios 89 vuelto-92 vuelto. Copia del siglo XIV.

## Contenido
Así, en estas Crónicas se observan de seis partes, establecidas por dicho estudioso:
1. Linaje de los Reyes de España, desde Ramiro I hasta Alfonso II de Aragón.[3]
2. Linaje de Rodrigo Díaz el Campeador.[4]
3. Historia Antigua, desde el siglo I hasta el siglo VIII.[5]
4. Anales viejos.[6]
5. Anales modernos.[7]
6. Anales latinos.[8]

Las crónicas históricas que corresponden a fines del siglo XII no tienen forma narrativa sino de anales: los «Anales viejos», por lo que no poseen mérito literario. Su máximo interés radica en que aparecen la referencia más antigua de la literatura española al rey Arturo:

Era D. LXXX aynos fizo la bataylla al rey Artuyss con Modret Equibleno.

## Ediciones
- Ilarregui Alonso, Segundo; Lapuerta (1869). «Fuero general de Navarra  / edición acordada por la Excelentísima Diputacion Provincial, dirigida y confrontada con el original que existe en el archivo de Comptos». BiNaDi - Biblioteca Navarra Digital (Imprenta Provincial). pp. 143-147. Consultado el 21 de abril de 2023.
- Ubieto Arteta, Antonio, ed. (1989). "Corónicas" navarras. Textos Medievales (14) (2 edición). Zaragoza: Anubar. pp. 23-75. ISBN 84-7013-234-2. Archivado desde el original el 21 de abril de 2023. Consultado el 21 de abril de 2023.